# Modest Karatnycki
Modest Karatnycki, ukr. Модест Каратницький (ur. 1 października 1858 w Ilińcach, zm. 30 listopada 1940 we Lwowie) – ukraiński prawnik, polityk, poseł na galicyjski Sejm Krajowy i do austriackiej Rady Państwa
Ukończył gimnazjum w Kołomyi (1877), następnie studiował prawo na uniw. w Czerniowcach (1877-1879), Wiedniu (1879-1881) i Lwowie (1881). Następnie pracował w sądownictwie galicyjskim. Był praktykantem (1881-1883) i aplikantem (1884) w Sądzie Powiatowym z Zabłotowie. Następnie aplikant (1885-1889) i adiunkt (1890-1896) i sędzia (1897-1898) w Sądzie Powiatowym w Kołomyi. Od 1899 sędzia w Sądzie Okręgowym w Kałuszu, w latach 1902-1907 oddelegowany do Sądu Powiatowego w Kołomyi. W 1908 wiceprezes Sądu Powiatowego w Samborze, a w latach 1909-1914 prezes Sądu Okręgowego w Brzeżanach.
Sędzia, przewodniczący Towarzystwa Ukraińskich Prawników, prezes Ziemskiego Banku Hipotecznego we Lwowie. Przewodniczący ukraińskiego galicyjskiego Towarzystwa Ochrony Dzieci i Opieki nad Młodzieżą, opiekun organizacji Płast. 
Poseł do Sejmu Krajowego Galicji VII kadencji (28 grudnia 1895 - 9 lipca 1901), wybrany w IV kurii (gmin wiejskich) z okręgu wyborczego nr 35 Kałusz. Był także posłem do austriackiej Rady Państwa IX kadencji (27 marca 1897 - 7 września 1900), wybranym z IV kurii (gmin wiejskich) z okręgu wyborczego nr 14 (Sambor-Łąka-Stare Miasto-Stara Sól-Turka-Borynia-Rudki-Komarno). W parlamencie należał do klubu Słowiańskiego Chrześcijańskiego Stowarzyszenia Narodowego.

## Rodzina
Urodził się w rodzinie greckokatolickiego duchownego. Syn księdza i proboszcza w Ilińcach, w pow. śniatyńskim - Izydora Karatnyckiego (zm. 1893). Ożenił się w 1885 z Marią Amalią z Sawczyńskich, mieli jednego syna. 